# Imàcara
Imàcara (llatí: Imachara grec antic: Ἱμιχάρα o Ἡμιχάρα) va ser una ciutat de Sicília esmentada per Ciceró, que diu que tenia la categoria de municipi.
Hi ha diferències entre els manuscrits, ja que el seu nom apareix també com Municipius Macarensis o Macharensis a Plini el Vell, que l'esmenta com a ciutat situada a l'interior. Claudi Ptolemeu que l'anomena Hemichara, la situa al nord-est, entre Capitium i Centuripa. Ciceró l'associa amb les ciutats de Herbita, Assorus, Agyrium i d'altres, i se suposa que estava situada a la banda ord de l'illa. Degut a la falta de referències, no s'ha pogut lligar amb cap de les restes de ciutats que no se saben a quina correspon.